# 拟苇属
拟苇科（学名：Joinvilleaceae）也叫假芦苇科，只有1属—拟苇属（学名：Joinvillea）共两种，分布在从马来西亚西部至萨摩亚、夏威夷一带的太平洋岛屿上。
本科植物我为多年生高大草本，类似芦苇，可达5米高，叶大，长达1米；果实为红色、黄色或黑色的肉质核果，内有1-3粒种子。
1981年的克朗奎斯特分类法将其列入帚灯草目，1998年根据基因亲缘关系分类的APG 分类法将其合并到新设立的禾本目。